# Социальная стигматизация
Стигматиза́ция (от греч. στíγμα — «ярлык, клеймо») — клеймение, нанесение стигмы. 
В отличие от слова клеймение, слово «стигматизация» может обозначать навешивание социальных ярлыков. В этом смысле стигматизация — увязывание какого-либо качества (как правило, отрицательного) с отдельным человеком или множеством людей, хотя эта связь отсутствует или не доказана. Стигматизация является составной частью многих стереотипов.
Согласно Ирвингу Гофману, стигматизация в общественном смысле означает вид отношений между постыдным общественным качеством и стереотипом — ожидаемым отношением к нему, задающий неспособность к полноценной общественной жизни из-за лишения права на общественное признание.
Теория стигматизации в вопросах, связанных с положительной девиацией, утверждает, что проблема в данном случае не в поведении человека, а в социальном отношении к этому. Для любого человека естественно некоторое отклонение от общепринятых норм в той или иной ситуации, и это не является патологией.

## Примеры
Для создания социальной стигмы необходимо, как правило, одно качество, которое считается показательным, и набор качеств, которые приписываются на основании наличия первого. Распространены, например, следующие утверждения:
- «Женщины плохо водят машину» — форма стигматизации, в ряде случаев связанная с сексизмом. Важно, что на практике не каждая встреченная женщина будет плохо водить, но устоявшаяся стигма это подразумевает.
- «Русские — алкоголики» — межнациональные стигмы основываются на различиях в культуре. Из-за категоричности и отрицательного оттенка это утверждение — стигматизация.
- «Немцы — фашисты» — в данном случае коллективная ответственность (неприемлемая гуманистической моралью) оправдывается действиями отдельных лиц и государственной политикой в период мировых войн.
- «Люди без высшего образования априори имеют низкий уровень культуры и интеллекта; а поэтому, в плане трудовой эффективности, не могут соперничать с дипломированными работниками» — распространённое предубеждение, приводящее к предвзятому отношению работодателей к соискателям: реальные знания и навыки соискателя часто интересуют руководство гораздо меньше, чем сам факт наличия диплома.
- «Психические заболевания неизлечимы, и люди с психическими заболеваниями всегда общественно опасны»[2] — на самом деле люди с психическими расстройствами в основном не агрессивны (случаев агрессивного поведения среди них столько же, сколько среди здоровых индивидов)[3], и психические расстройства часто поддаются лечению (многие из пациентов с психическими расстройствами выходят в ремиссию).

## Связь с дискриминацией
Стигматизация может вести к дискриминации, то есть к реальным действиям, ограничивающим права какой-то группы. Так, например, люди, приехавшие в Москву из менее крупных населённых пунктов, получили ярлыки «провинциалы», «лимитчики» или «мешочники» (термин, распространённый в советские времена), а не приехавшие — «заМКАДыши». Считается, что они менее культурны, чем коренные москвичи, что можно считать стигматизацией, ведущей к дискриминации.

## «Положительная» форма стигматизации
Общественные стигмы иногда облекаются в положительную форму, например, военного могут «похвалить» за необычно здравые мысли для человека его профессии. Такие «положительные» ярлыки могут быть не менее оскорбительны, чем стигмы явной отрицательной направленности.

## Что не является стигматизацией
В то же время не следует относить в разряд стигм каждое обидное или ироническое определение. Если человека обозвали в транспорте, это не означает, что его стигматизировали. Стигматизация предполагает обобщение и перенос «негативного» качества/неумения/отсутствия чего-либо с отдельных представителей какого-либо сообщества на всех членов сообщества.

## Классификация
Виды социальной стигматизации можно классифицировать следующим образом:
- Культурная стигматизация — социальные ярлыки, укоренившиеся в культуре государства либо мировой культуре («чукчи недогадливы»);
- Институциональная стигматизация — законодательно закреплённая стигматизация («человек, имеющий судимость», «полная дееспособность наступает по достижении восемнадцатилетнего возраста);
- Личная (или внутренняя) стигматизация  — предубеждение против себя самого, основанное на причастности к чему-либо («я толстушка, "я иммигрант"»).

## Понимание стигмы в общественных науках
Понятие стигмы в общественных науках развивал Ирвинг Гофман (книга «Стигма. Заметки об умении обращаться с бракованной идентичностью», 1963). Феномен сексуальной стигмы исследовал коллега Гофмана Кеннет Пламмер в книге «Сексуальная стигма: интеракционистский подход» (1975). В исследовании религиозных движений понятие использовал Вольфганг Липп (книга «Стигма и харизма», 1985).
Как отмечает И. Гофман, стигме подвергаются те, кто не соответствует нормативным ожиданиям общества. Вопрос поддержания нормативных ожиданий — это вопрос не желания, не доброй воли, а соответствия: простого согласия с нормами общества недостаточно. Даже тот, кто поддерживает нормы общества, может при этом всё же попасть в группу стигматизированного меньшинства. Идентичность стигматизированного пронизана противоречиями: его личная идентичность может вполне соответствовать норме, но его социальная идентичность может при этом попадать в группу стигматизированной. Само рассогласование личной и социальной и представляет собой основание стигматизации.
Стигма — это, по Гофману, «специфический тип отношения между качеством и стереотипом», рассогласование между истинной и виртуальной социальной идентичностью. Нормативные ожидания общества составляют виртуальную социальную идентичность, которой соответствует или противопоставляется актуальная социальная идентичность индивида — та, которой он на самом деле обладает. При достаточной степени рассогласования между ними социум запускает процессы стигматизации. Стигматизация разделяет социальный мир индивидов на две части: тех, кто не имеет негативных отклонений от ожиданий (так называемых «нормальных»), и тех, кто эти отклонения несёт (это и есть стигматизированные).
По утверждению Гофмана, одной из наиболее глубоко дискредитирующих и социально повреждающих стигм является психическое заболевание; эта стигма выражена настолько, что люди с психическими заболеваниями лишаются всех своих прав. Наряду со своими современниками, такими как Т. Сас и Т. Шефф, Гофман укрепил мнение о том, что стигма коренится в характере психиатрического диагноза и лечения.

### Отношение к человеку со стигмой
Согласно И. Гофману, нормальным (обычным) восприятием и отношением (действиями) к человеку со стигмой, являются:
- благожелательное социальное действие, призванное смягчить и сгладить наличие у человека стигмы;
- различные формы дискриминации этого человека;
- построение «теории» стигмы — своеобразной идеологии, призванной объяснить опасность, которую представляет такой человек, в некоторых случаях — для оправдания своего враждебного отношения к нему;
- обобщение стигмы — приписывание человеку дополнительных несовершенств на основе какого-то одного его несовершенства (например, к слепому нередко обращаются громче, чем обычно, как будто он ещё и глухой) или же дополнительных возможностей по типу «шестого чувства», «особой чувствительности восприятия».

### Использование стигмы её «владельцем»
Согласно И. Гофману, человек может использовать свою стигму и получать от неё так называемые «вторичные выгоды», например для оправдания своих неудач, не связанных со стигмой. Если же по каким-то причинам человек со стигмой лишается её, он может обнаружить, что он/она чему-то научился или научилась, или прийти к некоторому пониманию (например, относительно того, что жить с какой-то определённой стигмой — не самое страшное несовершенство человека в жизни).

### Восприятие стигматизированными людьми других людей и отношений последних к ним, и их самовосприятие
Как отмечает И. Гофман, стигматизированный человек часто не знает, как к нему «по-настоящему» относятся другие люди; каждый новый контакт для таких людей всегда неопределённость — их либо примут, либо отвергнут. Стигматизированный человек постоянно должен думать о том, какое впечатление он производит на других людей.

## Когда не следует употреблять слово «стигма» или «стигматизация»
Слово стигматизация редкое и, когда употребляется, носит, как правило, эмоциональный оттенок, поэтому при употреблении в обыденной речи или в официальных документах оно может быть неправильно понято либо прозвучит смешно. Не следует говорить о стигматизации, когда термин клеймение достаточно буквально описывает процесс: клеймение скота, клеймение преступников в средние века, клеймение в садомазохизме. Нанесение татуировки тоже вряд ли можно назвать стигматизацией, как и нанесение торговой марки на упаковку товара.